# Molnár Jenő (író)
Molnár Jenő, 1903-ig Müller Jenő (Szabadka, 1880. március 20. – Budapest, 1933. március 28.) magyar író, költő, hírlapíró, lapszerkesztő.

## Életútja
Müller Jakab kereskedő és Goldarbeiter Betti (Borbála) fia. Középiskoláját Szegeden a kegyesrendi főiskoIában végezte. Jogi tanulmányait a budapesti egyetemen folytatta, ahol 1900-ban nyert abszolutóriumot. 1901-ben szigorlatot tett a kolozsvári egyetemen és a szegedi ügyvédi kamara bejegyezte az ügyvédjelöltek lajstromába. Tanulmányaival párhuzamosan mint hírlapíró működött 1897-től, amikor is a fővárosi Magyar Ujság című esti lapnál dolgozott egy évig. 1898–99-ben a Szegedi Napló, 1899-től pedig a Szegedi Híradó belső dolgozótársa volt. Müller családi nevét Molnárra változtatta.
1894-ben írt a Borsszem Jankóba, melynek állandó munkatársa volt. Első költeménye A Hétben (1898) jelent meg. Számos lírai, hazafias, alkalmi és tréfás verset írt több fővárosi heti- és napilapba, így az Ország-Világba, Vasárnapi Ujságba, a Pesti Naplóba és vidéki hírlapokba. Mint szegedi újságíró főleg városi ügyekkel foglalkozott és ez irányban mindennap írt közléseket. Ünnepi alkalmakkor, hangversenyeken és színházban többször szavalt verset és olvasott prózát. A Dugonics Társaság 1902. júniusi ülésén szintén felolvasott.
Sokáig munkatársa volt az Egyenlőségnek és tevékeny részt vett a zsidó publicisztikában. Német lapokban állandóan jelentek meg humoreszkjei. Egyik színdarabját bemutatták a bécsi Residenz-Theaterben. Egy bohózata a budapesti Népszinház Porzsolt-féle pályázatán dicséretet nyert és A legszebb dal című egyfelvonásos verses vígjátéka a szegedi Dugonics Társaság pályázatán szintén dicséretet nyert.

## Magánélete
1918. április 6-án Budapesten, a Terézvárosban nőül vette Schönfeld Ödön és Jellinek Gizella lányát, Klárát.

## Művei
- Szerelmes éjszakák. Szeged, 1902. (Költemények. Ism. Vasárnapi Ujság 16. sz.)
- A kaszárnya nótái (versek, Budapest, 1906)
- Verseskönyv (Budapest, 1913)
- Mucsa a fronton (szatírák, 1916, Budapest)
- Seiffensteiner újabb hőstettei (Budapest, 1916)
- Ima 1916-ban (Budapest, 1916)
- Példának okáért (humoreszkek és szatírák, Budapest, 1917)
- Egy kis bolt története (regény, Budapest, 1918)
- Amit csak ketten tudnak (novellák, Budapest, 1918)
- A harmadik és egyéb történetek (elbeszélések, Budapest, 1918)
- A 133 napos rémuralom (németül: Die 133-tägige Schreckensherrschaft in Ungarn.)